# فرودگاه الما
فرودگاه الما (به انگلیسی: Alma Airport) یک فرودگاه همگانی با کد یاتا YTF است که یک باند فرود آسفالت دارد و طول باند آن ۱۵۰۰ متر است. این فرودگاه در کشور کانادا قرار دارد و در ارتفاع ۱۳۷ متری از سطح دریا واقع شده است.